# Magnetisme
Magnetisme er et fysisk fænomen, som optræder overalt, hvor elektrisk ladede partikler er i bevægelse. Magnetisme knytter sig dels til bestemte materialer, dels til strømførende ledere.

## Magnetfelter og strømførende ledere

### Magnetfelter
Et magnetfelt {\displaystyle {\vec {B}}} påvirker ladninger {\displaystyle q} i bevægelse, idet: 
{\displaystyle {\vec {F}}=q{\vec {v}}\times {\vec {B}}}
hvor {\displaystyle {\vec {v}}} er ladningens hastighed, og {\displaystyle {\vec {F}}} er den resulterende kraft på ladningen. Af ligningen fremgår bl.a. at kraftpåvirkningen er nul, hvis partiklen er i hvile. At det er et krydsprodukt viser, at kraften virker vinkelret på både hastighed og magnetfelt. Et magnetfelt får altså kun en ladning til at ændre retning, mens farten forbliver konstant. 
Magnetfelter måles med SI-enheden tesla (T). De kraftigste elektromagneter kan generere magnetfelter på 10-100 T, mens Jordens magnetfelt er omkring 70 μT ved polerne.

### Strømførende ledere
I 1820 påviste Hans Christian Ørsted, en af elektromagnetismens opdagere, ved et berømt forsøg, at der er et magnetfelt rundt om en strømførende leder, stærkere jo større den elektriske strømstyrke {\displaystyle I} er, svagere jo større afstanden {\displaystyle r} til lederen er. Vha. Ampères lov kan man vise at den magnetiske fluxtæthed rundt om en lang, lige leder er givet ved
{\displaystyle B={\frac {\mu _{0}I}{2\pi r}}}
hvor {\displaystyle \mu _{0}} er vakuumpermeabiliteten. Magnetfeltlinierne danner koncentriske cirkler rundt om lederen. Magnetfeltets retning er givet ved følgende højrehåndsregel: Grib om magneten med fingrene i strømmens retning, og der hvor tommelfingeren er, vil magnetens nordpol være.
I det indre af en solenoide (en lang og lige spiralsnoet leder) er den magnetiske fluxtæthed givet ved 
{\displaystyle B={\frac {\mu _{0}NI}{L}}}
hvor {\displaystyle L} er solenoidens længde. Feltlinierne er parallelle med solenoidens akse.
I det indre af en torus (en spiralsnoet leder som er bukket til en cirkel) er den magnetiske fluxtæthed givet ved
{\displaystyle B={\frac {\mu _{0}NI}{2\pi R}}}
hvor {\displaystyle R} er storradius i torusen. Feltlinierne danner koncentriske cirkler rundt om omdrejningsaksen.

## Magnetiske materialer
Alle stoffer påvirkes i en eller anden grad af et magnetfelt, selv om vekselvirkningen undertiden kan være så svag, at det kræver specialudstyr at påvise den.
De mest kendte materialer, som er magnetiske er jern (Fe), kobolt (Co), nikkel (Ni) og Lanthaniderne med grundstofnumrene 57 til 71.
Til påvisning af magnetisk orden i et materiale benyttes neutronspredning. Neutroner bærer et magnetisk moment som er i stand til at vekselvirke med magnetiske momenter i materialeprøven.
Mange stoffer kan magnetiseres. Per definition er magnetisering lig magnetisk dipolmoment per volumen.
Man kan gøre en jernstang magnetisk ved at stryge den med en stangmagnet eller ved at vikle en ledning omkring den og sende strøm igennem. Man kan afmagnetisere jernstangen igen ved at føre den gennem en spole med vekselstrøm, ved opvarmning eller ved at slå den, så domænerne indeni igen ligger tilfældigt. Stangmagneter kaldes permanente magneter, og de er temmelig kraftige. Ikke alle materialer af jern kan gøres til permanente magneter. Stål kan magnetiseres permanent, mens blødt jern ikke kan. Forskellen på disse er mængden af forskellige stoffer f.eks. kulstof. De magneter som bruges til at magnetisere med kaldes alnico-magneter og de indeholder både jern, nikkel, kobolt og en lille smule kobber. Disse magneter bruges til mange ting, bl.a. kreditkort, som indeholder magnetkoder.[kilde mangler]

### Diamagnetisme
Når et materiale placeres i et ydre magnetfelt, vil der i materialet induceres strømme som genererer et modfelt. Fænomenet betegnes diamagnetisme.
Hvis man placerer et stykke superledende materiale i et ydre magnetfelt som ikke er for stærkt, vil der i superlederen induceres elektriske strømme som giver ophav til et magnetfelt der er lige så stærkt og modsat rettet det ydre magnetfelt. I den forstand er en superleder en perfekt diamagnet. Superlederes evne til at fortrænge et ydre magnetfelt fuldstændigt kaldes Meissner-effekten. Den gør det bl.a. muligt for et lille stykke superleder at svæve i et ydre magnetfelt. 

### Paramagnetisme
Visse stoffer magnetiseres midlertidigt når de placeres i et ydre magnetfelt. De tiltrækkes af en permanent magnet. Fænomenet betegnes paramagnetisme. Det optræder i stoffer som indeholder atomer eller nanopartikler med permanente magnetiske momenter.

### Ferromagnetisme
Visse materialer kan magnetiseres permanent. Det gælder jern, nikkel, kobolt og gadolinium. Fænomenet kaldes ferromagnetisme. Det skyldes at uparrede elektronspin orienterer sig parallelt inden for små områder, de såkaldte domæner. Magnetiseringen i de forskellige domæner peger i forskellige retninger, men når det ferromagnetiske materiale placeres i et ydre magnetfelt, magnetiseres det i samme retning som det ydre felt. Det skyldes dels at domæner drejer sig, dels at de domæner som i forvejen vender rigtigt, vokser på bekostning af de øvrige.
Når alle domæner peger i samme retning, kan magnetiseringen ikke øges yderligere. Mætningsmagnetiseringen yder typisk et bidrag til den magnetiske fluxtæthed der er tusindvis af gange større end det ydre felt som afstedkom magnetiseringen. Herpå beror anvendelsen af jernkerner i elektromagneter.
Magnetiseringen aftager med stigende temperatur. Når temperaturen overstiger en vis grænse, den såkaldte Curie-temperatur som karakteriserer det pågældende materiale, falder magnetiseringen til nul. For jern er Curie-temperaturen 1.043 Kelvin eller 770 grader Celsius.

### Antiferromagnetisme
I visse materialer er uparrede elektronspin orienteret antiparallelt på en sådan måde at de udligner hinandens magnetfelt. Fænomenet betegnes antiferromagnetisme.
Den magnetiske orden aftager med stigende temperatur. Når temperaturen overstiger en vis grænse, den såkaldte Néel-temperatur, som karakteriserer det pågældende materiale, er den magnetiske orden helt forsvundet.
Jernmineralet goethit er antiferromagnetisk.

### Ferrimagnetisme
I visse materialer er uparrede elektronspin orienteret antiparallelt på en sådan måde at de delvis udligner hinandens magnetfelt. Fænomenet betegnes ferrimagnetisme.
Jernmineralet magnetit er ferrimagnetisk.